# Liste der Kulturdenkmäler in Hahnenbach
In der Liste der Kulturdenkmäler in Hahnenbach sind alle Kulturdenkmäler der rheinland-pfälzischen Ortsgemeinde Hahnenbach aufgeführt. Grundlage ist die Denkmalliste des Landes Rheinland-Pfalz (Stand: 2. August 2023).

## Einzeldenkmäler
| Bezeichnung           | Lage                                  | Baujahr                           | Beschreibung                                                                                       | Bild                           |
| --------------------- | ------------------------------------- | --------------------------------- | -------------------------------------------------------------------------------------------------- | ------------------------------ |
| Stiltzmühle           | Hahnenbachstraße 15 Lage              | um 1860/70                        | spätklassizistischer Bruchsteinbau, um 1860/70                                                     | BW                             |
| Hofanlage             | Hahnenbachstraße 34 Lage              | erste Hälfte des 19. Jahrhunderts | Hofanlage mit Fachwerkhaus, wohl aus der ersten Hälfte des 19. Jahrhunderts                        | BW                             |
| Brücke                | Hahnenbachstraße, Abzweigung K 2 Lage | 19. Jahrhundert                   | Brücke über den Hahnenbach; zweibogig, Bruchstein, 19. Jahrhundert                                 | BW                             |
| Hofanlage             | Hennweilerstraße 7 Lage               | 18. Jahrhundert                   | Einfirstanlage; spätbarocker Fachwerkbau, Mansarddach, wohl aus dem 18. Jahrhundert                | BW                             |
| Brücke                | Mühlenweg Lage                        | erste Hälfte des 19. Jahrhunderts | Brücke über den Hahnenbach; zweibogig, Bruchstein, wohl aus der ersten Hälfte des 19. Jahrhunderts | Fotos hochladen                |
| Dorfgemeinschaftshaus | Mühlenweg Lage                        | 1939                              | Bruchstein, teilweise verschiefertes Fachwerk, Heimatstil, 1939, Schlauchtrockenturm               | Fotos hochladen                |
| Evangelische Kirche   | Mühlenweg Lage                        | 1948                              | neubarockes Hexagon, Bruchstein, bezeichnet 1948                                                   | weitere Bilder Fotos hochladen |
| Katholische Kirche    | Mühlenweg Lage                        | 1933                              | barockisierender Saalbau, 1933, Architekt Friedrich Otto                                           | weitere Bilder Fotos hochladen |
| Kreuz                 | Mühlenweg, auf dem Friedhof Lage      | 1775                              | spätbarockes Kreuz, bezeichnet 1775                                                                | BW                             |